# 原稿
原稿（げんこう。英: manuscript）とは出版するために出版社や編集者や印刷会社に渡される著作物のこと。または、発表する文章を紙に書くなどしたもの。かつては文字通り、原稿用紙に著者の直筆で書かれた物を指していたが、ワードプロセッサの普及以後は電子化されたデータを指す事が多い。 
欧米出版業界の場合、"manuscript"の語には次のような特別な用例もある: 
- 定式化されたフォーマットである「short story manuscript」
- 受理原稿（AM　Accepted Manuscript）のこと。査読前のプレプリントのPDFファイルを指す場合もある[1]。査読は済んだが出版に必要な編集・組版作業が行われてない段階のものを指すこともある[2]。

## 原稿フォーマット
原稿用紙の存在しない欧米の出版社でも、ある程度定められた原稿の形式が存在していた。DTPの普及によって、物理的な活字を並べる本来の意味での組版作業は不要となり、著者が自分で最終的な出版物と同形式の原稿を作ることも可能となったが、依然として多くの出版社が、旧来のガイドラインに沿ったフォーマットでの原稿を求めている。原稿のフォーマットは、作品の種類や出版社によっても違っており、著者はそれに従うことになっている。
出版社のガイドラインは著者にとって最も重要なフォーマットの指標である。スタイルガイドも、「事実上、すべてのプロの編集者は、（多数存在するスタイルガイドの）うちの一つを原稿を出版するための編集作業において用いている」ため重要である。 しかしながら、個別の出版社ごとに存在する基準の方が、常にスタイルガイドに優先して適用される。 